# 이정연 (골프 선수)
이정연(1979년 2월 16일~)은 대한민국의 골프 선수이다. 1998년에 프로로 전향하여 한국 LPGA 투어에서 1회 우승했다.